# Río Ishite
El Ishite (石手川 Ishite-gawa?), es un afluente del río Shigenobu que atraviesa la Ciudad de Matsuyama de la prefectura de Ehime. En su curso superior se encuentra la Represa de Ishitegawa (石手川ダム Ishitegawa-damu?), que provee casi la mitad del agua consumida por la Ciudad de Matsuyama.

## Características
Nace en cercanías del Sanpogamori (三方ヶ森 Sanpōgamori?), a una altitud de 978 m, desembocando en el río Shigenobu en el distrito Deai (出合?). En cercanías de la desembocadura, en el triángulo que forma con el río Shigenobu, se encuentran el Estadio Botchan (坊っちゃんスタジアム Botchan-sutaji'amu?) de béisbol, el Estadio de Budo de Ehime (愛媛県武道館 Ehime-ken Budō-kan?), y otras instalaciones deportivas.
Tiene un recorrido total de 27 km y la superficie de su cuenca es de 140 km².
- Datos: Q9071833
- Multimedia: Ishite River / Q9071833